# Cloé Vidiane
Œuvres principales
Rose-Marie (1927)
Cloé Vidiane est une artiste lyrique française née le 9 janvier 1894 à Aurignac (Haute-Garonne) et morte le 11 août 1978 à Toulouse (Haute-Garonne).
Vedette de nombreux spectacles dans le Paris des années 1920 et 1930, elle est connue pour avoir créé le rôle-titre dans l'adaptation française de l'opérette Rose-Marie de Rudolf Friml et Herbert Stothart en 1927 au théâtre Mogador.
Son nom reste également attaché à la création de l'opérette Billy Bill (1931) d'Henri Goublier au théâtre de la Scala, ainsi qu'à de nombreuses revues avec les chansonniers au théâtre du Perchoir et au théâtre du Coucou. Elle contribue aussi au lancement, sous la direction de Roger Ferréol, du théâtre de Dix Heures. 

## Biographie

### Les débuts
.

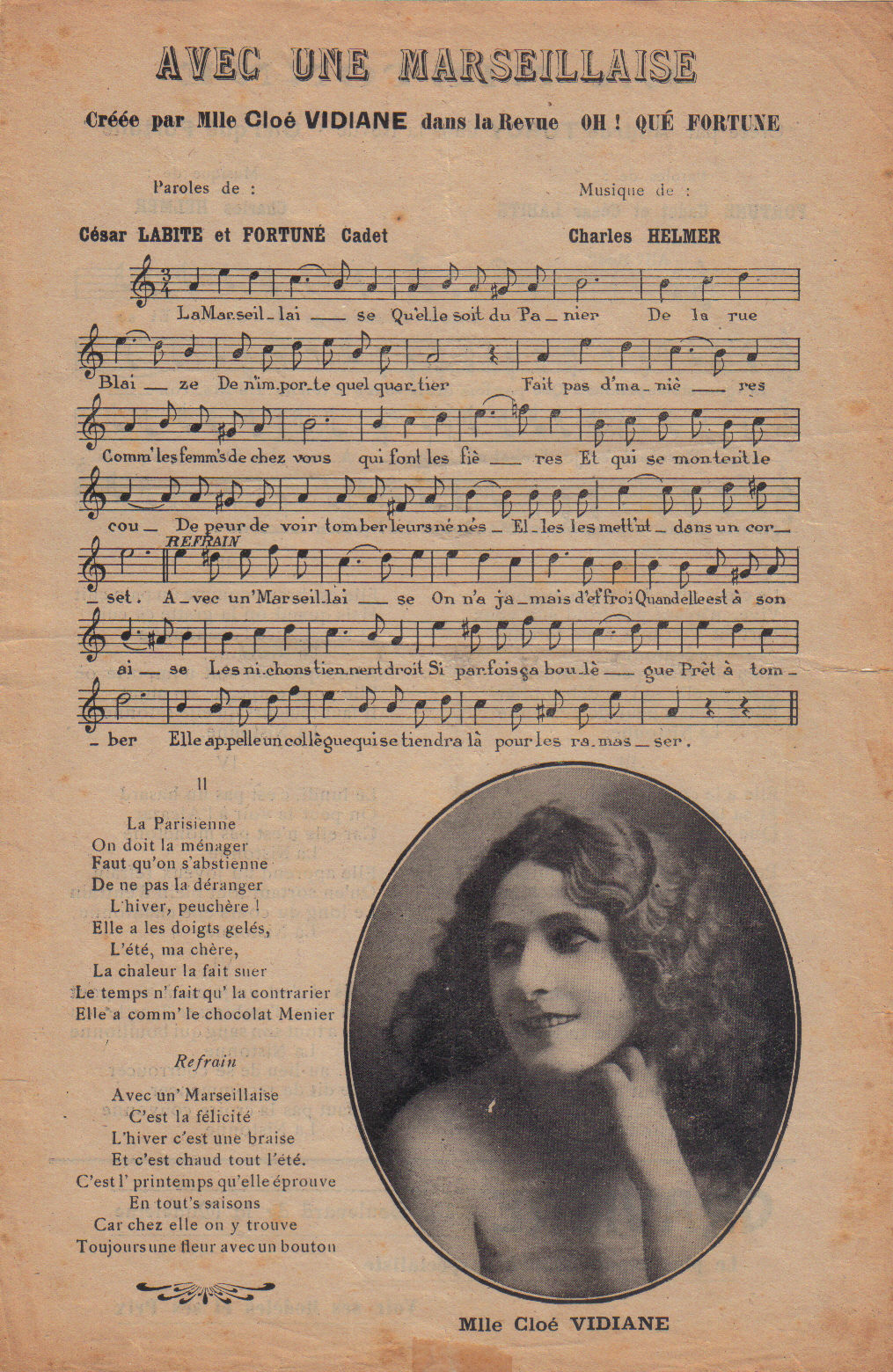
Cloé Vidiane au théâtre de l'Alcazar en 1920 dans la revue Oh! qué fortune

De son vrai nom Jeanne-Justine-Laure Claué, elle fait ses débuts en 1915 au théâtre des Variétés de Toulouse. Remarquée, elle obtient un contrat pour le théâtre des Variétés et l’Éden de Nice. Ses débuts marseillais se font tout d'abord au théâtre du Grand Casino et aux Variétés où elle crée en 1916 une revue marseillaise interprétée entre autres par Pilcer, puis à l'Alcazar où elle joue en alternance avec Andrée Turcy la revue Oh coquin de sort !.
Elle revient à Toulouse en 1919 pour Madame Favart d'Offenbach (rôle de Suzanne) aux côtés de René Seibert, Georges Berger, Derval, Michailn Lucette Nery et Jenny Bernals. À la suite de ces premiers succès, elle enchaîne avec une autre revue intitulée Oh! Qué fortune !, musique de Charles Helmer, avec pour partenaires Antonin Berval, Fortuné aîné, Fortuné cadet et Andrée Turcy. En 1921, elle enregistre deux titres de la revue pour les disques Pathé en duo avec Berval. Dans le courant de la même année, elle crée au théâtre du Grand Casino l'opérette Son altesse Papillon, musique de H. M. Jacquet, Celval et Mauprey, avec Dréan, Myral, Dulac, Marguerite Girard, Alida Rouffe et Tusisi.
La saison se termine par des tournées dans le Midi de la France, avec la même troupe de l'Alcazar qui interprète, sous la direction de Raoul Arnaud, des opérettes marseillaises comme Thérèse ou la Famille Solari de Marseille, musique de Charles Helmer ou des opérettes militaires comme Berlingo. En 1922, elle reprend à l'Alcazar l'opérette Titin, livret de Dumestre et Roger Ferréol, avec Fortuné aîné et Fortuné cadet, Berval, Velmont et Marguerite Chabert. Le tour de chant se prolonge sur la Côte d'azur, notamment au théâtre du Casino Palace Eldorado de Nice où se retrouvent toutes les célébrités de l'époque : Raquel Meller, Maurice Chevalier, Andrée Turcy, Félix Mayol, André Perchicot, Georgel, Gabrielle Ristori, Yvonne Vallée, Nita-Jo, Berval, Urban, Gaston Ouvrard, Tré-Ki et Grock. Pour les fêtes de fin d'année, l'Alcazar programme la revue C'est formidable dont le succès va se prolonger durant plusieurs mois, avec une brillante distribution dans laquelle figurent les inséparables frères Fortuné aîné et cadet, Berval, Mainvil, Claudine Boria, Andrée May, Gaby Dargelle, etc., suivie de la tournée d'été (Provence, Côte d'Azur, Riviera).

### La carrière parisienne (1924-1942)
L'année 1924 la conduit au Casino de Lyon où elle joue l'opérette Phi-Phi de Henri Christiné, avec Rivers cadet, puis Un bon garçon avec Georges Milton.
Elle arrive à Paris en 1925, où elle interprète au théâtre des Deux Ânes  sous la direction de Roger Ferréol plusieurs revues dont Les Ânes décoratifs, livret de Gasma et José de Bérys, musique de Gaston Tremolo, avec Paulette Amy, Balder, Géo Lastry, Gaby Dargelle, Gaby Tyra, Pierre Dac, Paul Marinier, Noël-Noël et René Dorin en juin 1925.
Elle est ensuite engagée au théâtre de Dix Heures où durant trois années vont se succéder les revues avec quasiment la même équipe (Paul Colline, Noël-Noël, René Dorin, Marcel Dalio, Géo Charley, Jean Rieux, Georges Merry et Gaby Benda), qui vont contribuer à la renommée du théâtre. Parmi celles-ci, Zut à l'or ! de Roger Ferréol et Georges Merry, ou Quand on est neuf de Paul Colline sur une musique de Paul Maye, avec comme principaux interprètes Balder, Goupil, Henry, Paul Colline, Marrot, Janine Leduc, Lucette Jullien, et Andrée Nicole. Ce dernier spectacle se joue jusqu'à la fin de l'année puis en janvier 1926, lui succèdent les revues Nègre douce de Jean Rieux, Blum Badabloum de Charles Fallot et, en automne 1926, Nos nos sornettes de Paul Colline, musique de Paul Maye, qui va se jouer avec succès jusqu'au printemps 1927.
De 1925 à 1927, elle se produit parallèlement dans un tour de chant nocturne chez Fischer, dans le quartier de l'Opéra, ainsi que dans plusieurs revues de Saint-Granier au Bataclan et au théâtre de l'Étoile, sous la direction de Madame Rasimi. On peut citer la revue A la belle étoile de Roger Ferréol et Max Eddy, musique de Pearly, Chagnon et Molet, interprétée par Saint-Gragnier, Carriel, Maurice Lambert, Paulette Amy, Diana, Mary Massart et les ballets russes.
En 1927, à l'occasion du Salon de l'automobile de Paris, elle crée au théâtre Mogador l'opérette à grand spectacle Rose-Marie, dans laquelle elle joue le rôle principal féminin, accompagnée de Robert Burnier, Félix Oudart, Dréan, June Roberts, Mixandra, Cécilia Navarre puis, par la suite Géo Bury. L'œuvre va se jouer à guichet fermé pendant 1375 représentations (soit plus de trois ans).

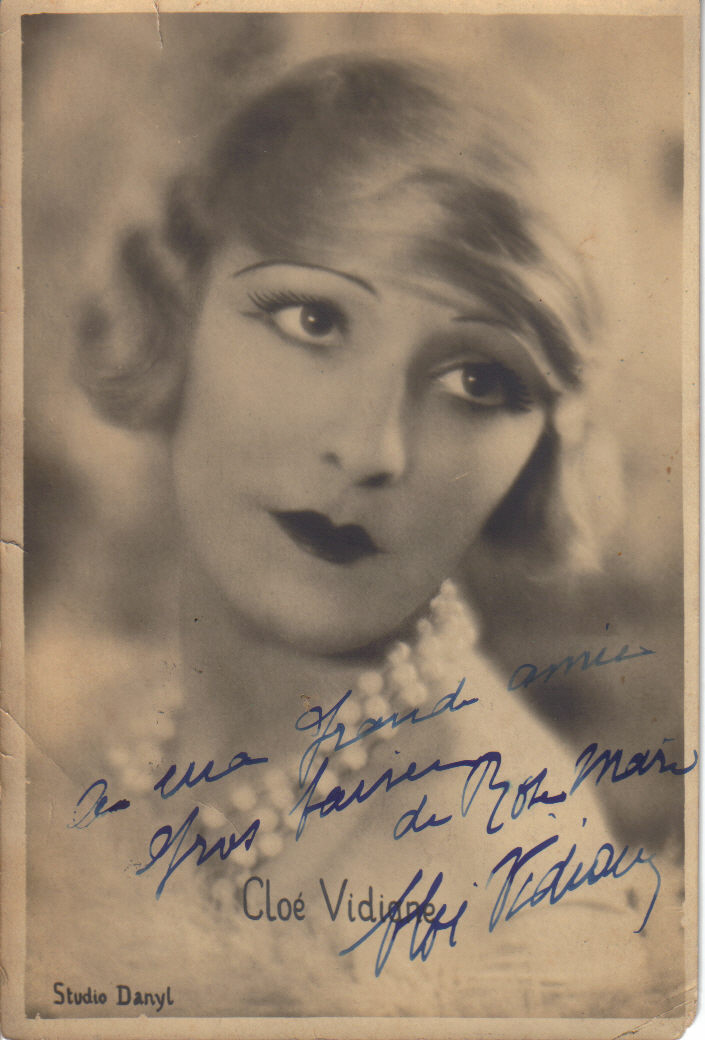
Cloé Vidiane vers 1930.

Pour les fêtes de fin d'année de 1929, elle interprète au théâtre des Menus-Plaisirs, l'opérette Un frisson de Paris de Paul Briquet et Pierre Varenne, en compagnie d'Henry-Laverne, Julien Carette, Carol, May-Liette, Max Régis, Bradlay et Colette Andrès. Après ce gros succès, elle interprète à nouveau Rose-Marie (à l'occasion de l'inauguration du théâtre de Rio de Janeiro, Joao de Caetano, le 28 juin 1930 et pour tout le mois de juillet de la même année), No, No, Nanette, Robert le Pirate et Le sourire de Paris  avec Alfred Pasquali, June Roberts, Géo Bury, Mixandra et Henriette Leblond dans une importante tournée en Amérique du Sud (Brésil, Uruguay, Argentine).
À son retour en 1931, elle crée à la Scala l'opérette Billy Bill d'Henri Goublier avec André Baugé, Georgé et Christiane Dor, puis début 1932 une revue de Jean Bastia Soyez des nôtres  au théâtre de l'Humour, avec Andrée Lindia, Lucette Mérille, Viviane Romance, Clarel, Henri Ebstein, Bradlay et Calabrese, suivie de la revue de René Dorin et Paul Colline Ah les bandits ! à L'Européen puis à Bobino, ainsi que pour les fêtes de fin d'année la reprise de l'opérette Un joli monsieur de Paul Cloquemin, Jean et Pascal Bastia au théâtre Comœdia, sur des musiques, avec Lucien Raimbourg, Adet, Mario et Lucette Merille.
Au début de cette même année, et sur les instances de son ami Raymond Bernard, elle tourne le film Montmartre qui tourne, plus connu sous le titre de Revue montmartroise, avec René Dorin et Paul Colline, sous la direction du cinéaste Alberto Cavalcanti.
L'année 1933 débute avec diverses revues à La Lune rousse, notamment La Joie de Montmartre de René Dorin, musique de Zimmermann, sous la direction de Léon Michel avec René Dorin, Maurice Porterat, Pierre Jacob, Bradlay, Pierre Dac, René Sarvil, Janine Francy, Marga et Paquita Sol. Toujours en 1933, elle parcourt avec les tournées d'opérette Bizos, le Nord de la France, la Suisse et la Belgique, puis se produit durant la saison d'été en vedette aux casinos de La Baule et de Biarritz avec Leardy et Verly.
En 1934, elle entame une tournée dans le Midi de la France avant de créer de nouvelles opérettes à l'Alcazar de Marseille. À son retour dans la capitale, elle crée différentes revues au théâtre du Coucou et au théâtre du Perchoir, sous la direction de Clément Auroux, avant de reprendre en 1935 au théâtre des Variétés l'opérette de Jean et Pascal Bastia, Le groom s'en chargera, avec Maurice Porterat, Armontel, Rehan, Aimé Courtioux et Jeanine Roger.

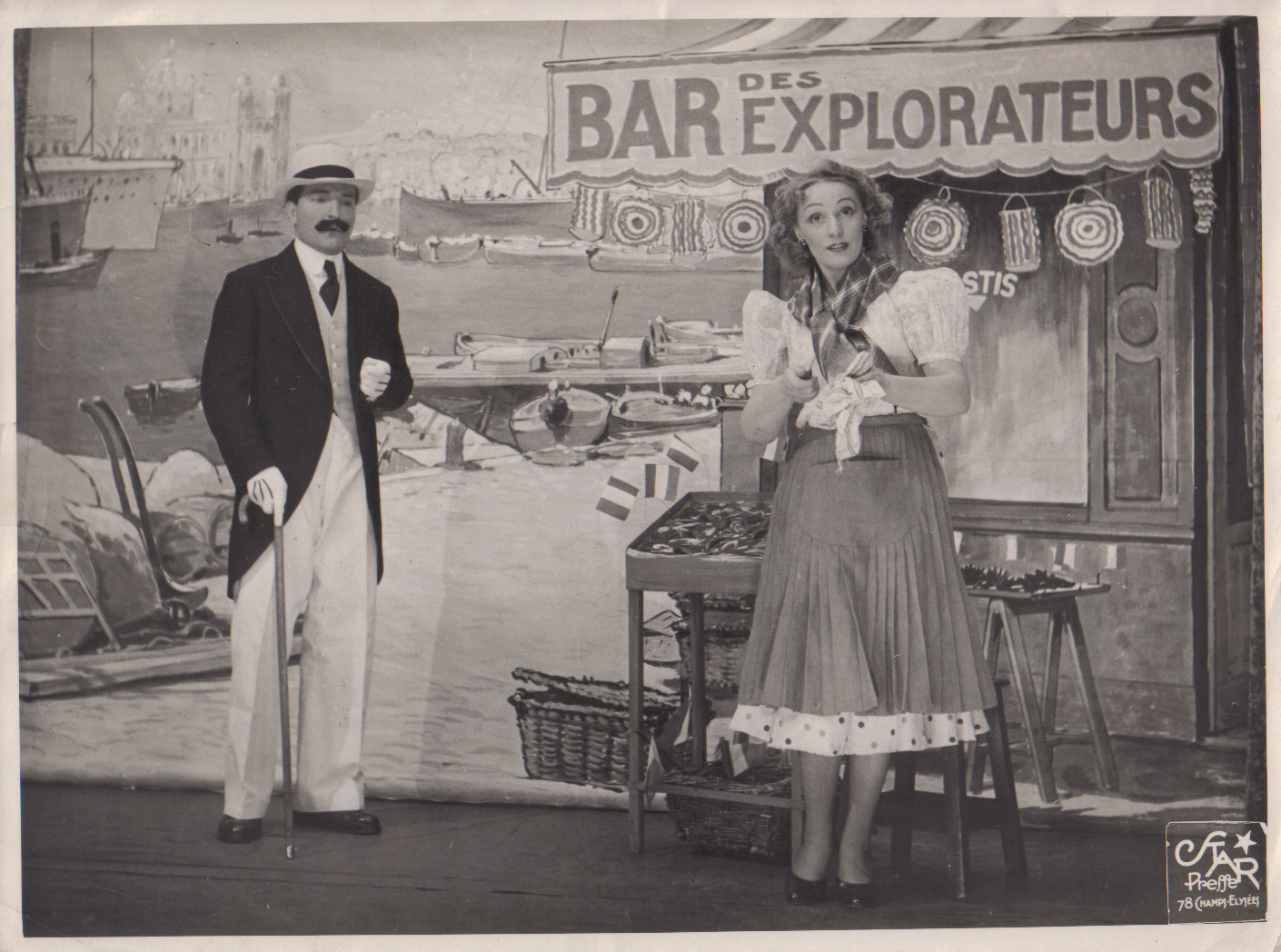
Cloé Vidiane vers 1936.

Au cours de l'année 1936, elle effectue sa rentrée au music-hall, dans un tour de chant à l'ABC, sous la direction Goldin, aux côtés de Mauricet, Margaret Salvi et de l'écrivaine Colette, ainsi qu'à Bobino. Elle participe aussi à de nombreuses manifestations parisiennes, dont la Nuit américaine au Vélodrome d'Hiver, et des émissions télévisuelles de variétés au poste Paris PTT.
Début 1937, elle joue au Trianon de nombreux sketches dans la revue de Valentin Tarrault et Earl Leslie, Montmartre s'amuse, avec Marguerite Gilbert, Fréhel, Oleg West et Adrien Adrius. Elle retrouve ensuite son partenaire René Dorin à l'Européen. Vedette féminine des tournées Alibert dans toute la France, avec notamment une revue de La Lune rousse Du soleil dans la Lune, livret de René Sarvil, musique de Vincent Scotto, Alibert et Raymond Vincy avec Henri Vilbert, Jacques Josselin et Marthe Marty. Elle regagne ensuite la capitale, et crée au théâtre du Coucou la revue La Grande Allusion, musique de Gaston Claret, avec Jacqueline Grumber, Jane Ares, Géo Charley, Raymond Souplex, Roméo Carlès et Charles Weiss.
En février 1938, elle est à l'affiche de la revue Les Coucoulards sont là ! de Roméo Carlès et Pierre Ferrary, suivie au théâtre du Perchoir de Excusez-nous, revue de Géo Charley, musique de Georges Matis, avec Loulou Campana, Tatya-Chauvin, Suzanne Marc-Hély, Géo Charley, Philippe Olive, Andréas, Henry Bradley, Tarquini d'or, Raymond Souplex et Gabriello. S'ensuit en août 1939, au théâtre du Coucou une revue de Georges Merry,  Stop ! sur une chorégraphie de Max Révol et Clarel, avec les mêmes interprètes et les chansonniers. La revue va se jouer jusqu'à la déclaration de la Seconde Guerre mondiale.
En 1941-42, elle se produit au théâtre du Coucou dans quelques revues et tours de chant. Sollicitée par l'occupant nazi pour des tournées en zone occupée, elle préfère mettre un terme à sa carrière artistique et se retire en province.

### Dernières années
En décembre 1963, à la demande d'Henri Varna, directeur du théâtre Mogador, la presse recherche Cloé Vidiane pour l'inviter à la reprise de Rose-Marie, avec Paulette Merval et Marcel Merkès, offre qu'elle décline. 
Elle meurt le 11 août 1978 à Toulouse, et est inhumée à Marignac.

## Théâtre

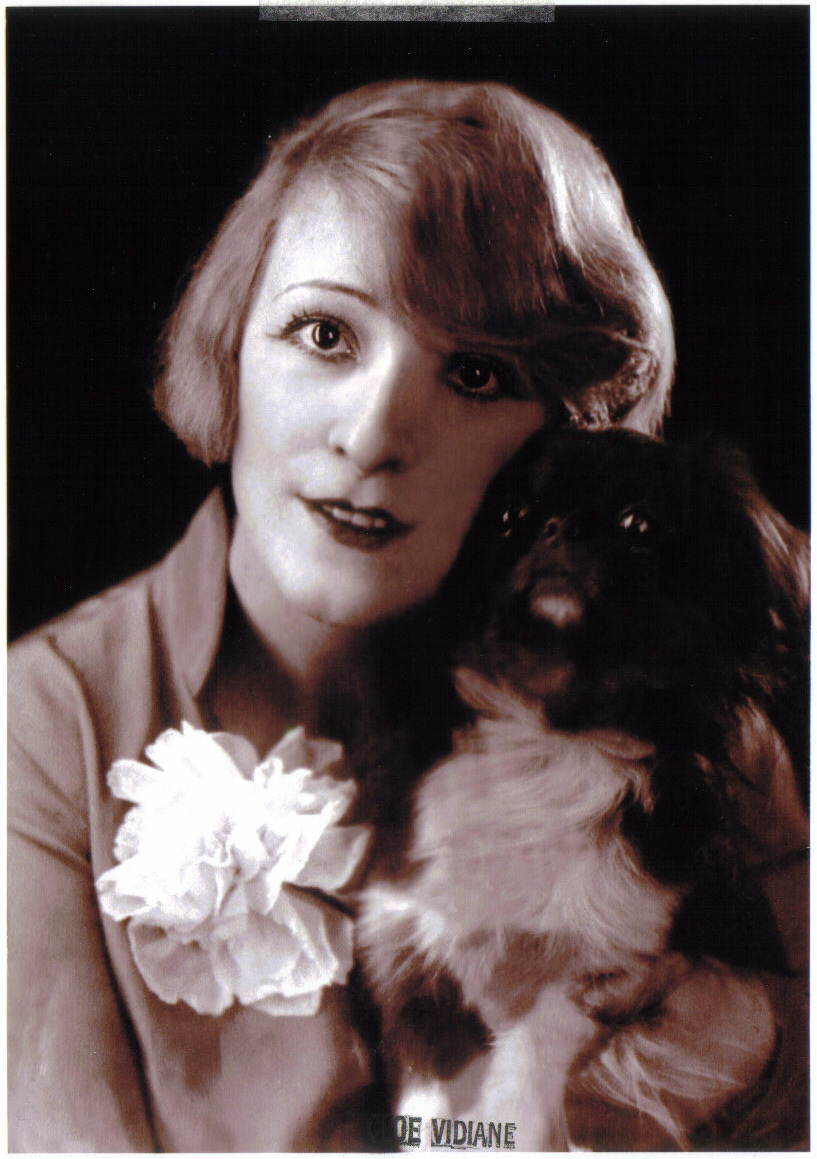

- 1916 : Oh coquin de sort !, revue, Alcazar de Marseille
- 1919  : Madame Favart, opéra-comique de Jacques Offenbach, théâtre des Variétés de Toulouse : Suzanne
- 1921 : Son altesse Papillon, opérette de H.-M. Jacquet, Celval et Mauprey, théâtre du Grand Casino
- 1922 : Titin, opérette de Dumestre et Roger Ferréol, musique de Josef Szulc, Alcazar de Marseille
- 1922 : C'est formidable, revue, Alcazar de Marseille
- 1924 : Phi-Phi, opérette d'Henri Christiné, Casino de Lyon
- 1924 : Un bon garçon, opérette de Maurice Yvain, Casino de Lyon
- 1925 : Les Ânes décoratifs, revue de Roger Ferréol, théâtre des Deux Ânes
- 1925 : Zut à l'or !, revue de Roger Ferréol et Georges Merry, théâtre de Dix Heures
- 1925 : Quand on est neuf, revue de Paul Colline et Paul Maye, théâtre de Dix Heures
- 1926 : Nègre douce, revue de Jean Rieux, théâtre de Dix Heures
- 1926 : Blum Badabloum, revue de Charles Fallot, théâtre de Dix Heures
- 1926 : Nos nos sornettes, revue de Paul Colline, théâtre de Dix Heures
- 1927 : Rose-Marie, opérette à grand spectacle d'Otto Harbach et Oscar Hammerstein II, adaptation française Roger Ferréol et Saint-Granier, musique Rudolf Friml et Herbert Stothart, théâtre Mogador
- 1929 : Un frisson de Paris, opérette de Paul Briquet et Pierre Varenne, théâtre des Menus-Plaisirs
- 1931 : Billy Bill, opérette de Max Dearly et Henri Goublier, Scala
- 1932 : Soyez des nôtres, revue de Jean Bastia, théâtre de l'Humour
- 1932 : Ah les bandits !, revue de René Dorin et Paul Colline, L'Européen et Bobino
- 1932 : Un joli monsieur, opérette de Jean Bastia et Paul Cloquemin, musique Pascal Bastia, théâtre Comœdia
- 1933 : La Joie de Montmartre, revue de René Dorin, musique de Zimmermann, La Lune rousse
- 1935 : Le groom s'en chargera, opérette de Georges de Wissant, Jean et Pascal Bastia, théâtre des Variétés
- 1937 : Montmartre s'amuse, revue de Valentin Tarrault et Earl Leslie, Trianon
- 1937 : Du soleil dans la Lune, revue de René Sarvil, musique de Vincent Scotto, Alibert et Raymond Vincy, La Lune rousse
- 1937 : La Grande Allusion, revue  de Gaston Claret, théâtre du Coucou
- 1938 : Les Coucoulards sont là !, revue de Roméo Carlès et Pierre Ferrary, théâtre du Coucou
- 1938 : Excusez-nous, revue de Géo Charley et Georges Matis, théâtre du Perchoir
- 1939 :  Stop !, revue de Georges Merry, théâtre du Coucou
- 1942 : V'la les T'…, revue René Paul et Fernand Rauzena, théâtre du Coucou

## Filmographie
- 1934 : Revue montmartroise d'Alberto Cavalcanti : elle-même

## Hommages
- En 1997, l'émission Du côté des archives sur France Inter lui est consacrée[réf. nécessaire].